# Bunium brevifolium
Bunium brevifolium là một loài thực vật có hoa trong họ Hoa tán. Loài này được Lowe mô tả khoa học đầu tiên năm 1838.